# Eburodacrys triocellata
Eburodacrys triocellata là một loài bọ cánh cứng trong họ Cerambycidae.